# イオン海田店
イオン海田店（イオンかいたてん）は、かつて広島県安芸郡海田町に所在したイオンリテールが運営する総合スーパー (GMS)。

## 概要
1982年3月1日に「ニチイ海田ショッピングデパート」として開店。1996年9月20日に海田サティに転換し、2011年3月1日にはジャスコとサティがイオンへと店舗名称が統合されたため、イオン海田店となり現在に至る。
開業当初はニチイ安芸（後にマイカル安芸へ社名変更）によって運営されていたが、株式会社マイカル本社の運営に統合され、2011年3月1日からはマイカルを吸収合併したイオンリテール株式会社が運営している。
2017年8月22日、建物の老朽化などを理由に2018年春をめどに閉店し、新たな商業施設に建て替えられることが発表された。
2018年2月28日19時を以て、通算36年間の営業を終了した。
2019年6月1日、イオン海田店跡地に「マックスバリュ海田店」が開業した。

## 交通アクセス
- JR山陽本線海田市駅から徒歩で約5分。

## 周辺
- ネッツトヨタ海田店
- 海田町立海田小学校
- 山陽本線 海田市駅
- フタバ図書ソフトピア海田店